# Artilerijska brigada 2. proletarske divizije (NOVJ)
Artilerijska brigada 2. proletarske divizije (srbohrvaško Artiljerijska brigada 2. proleterske divizije) je bila brigada v sestavi Narodnoosvobodilne vojske in partizanskih odredov Jugoslavije in ki je delovala med drugo svetovno vojno na področju Kraljevine Jugoslavije.

## Organizacija
- štab
- 4x divizion